# 鲁菲亚克 (洛特省)
鲁菲亚克（法語：Rouffilhac，法語發音：[ʁufijak]）是法国洛特省的一个市镇，位于该省北部偏西，属于古尔东区。

## 地理
鲁菲亚克（44°47'22"N, 1°24'56"E）面积6.5 平方千米，位于法国奧克西塔尼大區洛特省，该省份为法国西南部内陆省份，北起顺时针与科雷兹省、康塔爾省、阿韦龙省、塔恩-加龙省、洛特-加龍省和多尔多涅省接壤。
与鲁菲亚克接壤的市镇（或旧市镇、城区）包括：拉莫特费讷隆、昂格拉尔-诺扎克、法若勒、派拉克。

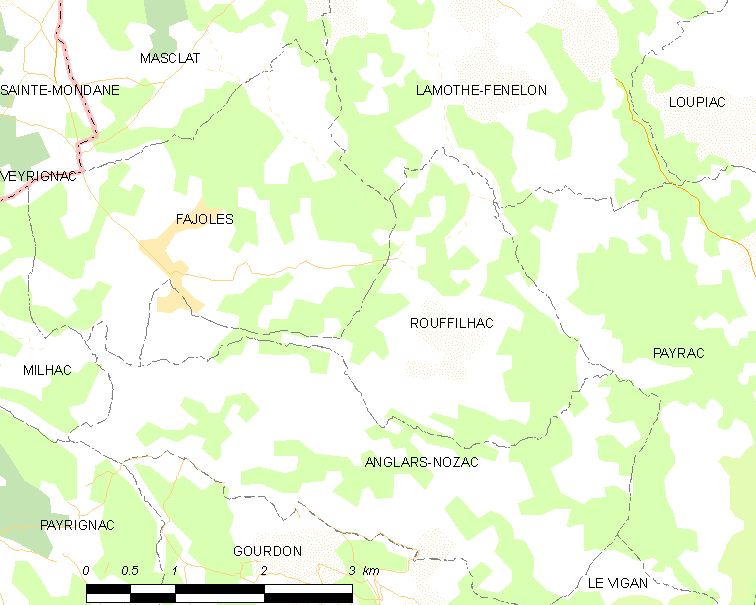
的OSM定位图

鲁菲亚克的时区为UTC+01:00、UTC+02:00（夏令时）。

## 行政
鲁菲亚克的邮政编码为46300，INSEE市镇编码为46241。

## 政治
鲁菲亚克所属的省级选区为古尔东县。

## 人口

1962-2008年间人口变化图示

鲁菲亚克于2022年1月1日时的人口数量为196人。